# Théorème de Taylor-Proudman
Le théorème de Taylor-Proudman (nommé pour G. I. Taylor et Joseph Proudman) est utilisé en mécanique des fluides pour stipuler qu'avec un corps solide se déplaçant à une faible vitesse dans un fluide tournant à une grande vitesse {\displaystyle \Omega }, la vitesse du fluide est uniforme le long de toute ligne parallèle à l'axe de rotation. {\displaystyle \Omega } doit être importante par rapport au mouvement du corps solide afin de rendre la valeur de la force de Coriolis d'ordre supérieur aux autres termes d'accélération.

## Développement
En considérant les équations de Navier-Stokes pour l'écoulement d'un fluide parfait en régime permanent, et une accélération du corps correspondant à la force de Coriolis :
{\displaystyle \rho ({\mathbf {u} }\cdot \nabla ){\mathbf {u} }={\mathbf {F} }-\nabla p,} où {\displaystyle \mathbf {u} } est la vitesse du fluide, {\displaystyle \rho } est la densité du fluide, et {\displaystyle p} la pression.
Avec l'hypothèse que {\displaystyle F=\nabla \Phi } où {\displaystyle \Phi } est un gradient potentiel scalaire, que le terme d'advection peut être négligée (raisonnable si le nombre de Rossby est bien inférieur à l'unité) et que l'écoulement est incompressible, alors les équations deviennent :
{\displaystyle 2\rho \Omega \times {\mathbf {u} }=\nabla \Phi -\nabla p} où {\displaystyle \Omega } est la vitesse angulaire.
En prenant le rotationnel de cette équation et en utilisant les identités de l'analyse vectorielle:
{\displaystyle \nabla \times (A\times B)=A(\nabla \cdot B)-(A\cdot \nabla )B+(B\cdot \nabla )A-B(\nabla \cdot A)}
{\displaystyle \nabla \times (\nabla p)=0\ }
{\displaystyle \nabla \times (\nabla \Phi )=0\ }
(puisque le rotationnel d'un gradient est toujours nul).
Le résultat devient le théorème de Taylor-Proudman :
{\displaystyle ({\mathbf {\Omega } }\cdot \nabla ){\mathbf {u} }={\mathbf {0} }.}

## Variante
Il est à noter que {\displaystyle \nabla \cdot {\mathbf {\Omega } }=0} a de même été utilisé dans le développement (la vitesse angulaire est à divergence nulle).
En faisant le développement du produit scalaire, une forme plus commode du théorème de Taylor-Proudman est obtenue : 
{\displaystyle \Omega _{x}{\frac {\partial {\mathbf {u} }}{\partial x}}+\Omega _{y}{\frac {\partial {\mathbf {u} }}{\partial y}}+\Omega _{z}{\frac {\partial {\mathbf {u} }}{\partial z}}=0.}
En choisissant un système de coordonnées de telle manière à avoir {\displaystyle \Omega _{x}=\Omega _{y}=0}. L'équation se réduit à :
{\displaystyle {\frac {\partial {\mathbf {u} }}{\partial z}}=0}
Il est à noter que si {\displaystyle \Omega _{z}\neq 0}, {\displaystyle \mathbf {u} =\mathbf {u} (x,y)}. Les composantes du vecteur vitesse sont uniformes le long de n'importe quelle direction parallèle à l'axe {\displaystyle z}.

## Colonne de Taylor
La colonne de Taylor est un cylindre imaginaire projeté au-dessus et en-dessous d'un cylindre réel qui a été placé parallèlement à l'axe de rotation (n'importe où dans le flux, pas nécessairement au centre). Le flux se courbe autour des cylindres imaginaires juste comme pour le réel en raison du théorème de Taylor-Proudman, qui indique que l'écoulement dans un fluide rotatoire, homogène, non visqueux est bidimensionnel dans le plan orthogonal à l'axe de rotation et donc il n'y a pas de variation du flux le long de l'axe {\displaystyle {\vec {\Omega }}}, souvent utilisé comme axe {\displaystyle {\hat {z}}}.
La colonne de Taylor est un effet simplifié et observé expérimentalement dans l'atmosphère et les océans de la Terre.